# Pseudopezomachus bituberculatus
Pseudopezomachus bituberculatus är en stekelart som först beskrevs av Marshall 1904.  Pseudopezomachus bituberculatus ingår i släktet Pseudopezomachus och familjen bracksteklar. Inga underarter finns listade i Catalogue of Life.